# Conophorus albellus
Conophorus albellus är en tvåvingeart som beskrevs av Begimbetova 1972. Conophorus albellus ingår i släktet Conophorus och familjen svävflugor.
Artens utbredningsområde är Kazakstan. Inga underarter finns listade i Catalogue of Life.